# Arga snickaren
Arga snickaren är ett reality- och inredningsprogram som sänds på Kanal 5. Programmet började sändas 2009. Programmet leds av en snickare, kallad "Arga snickaren".
Programmet går ut på att personer som påbörjat misslyckade ombyggnadsprojekt i sina hem, får hjälp av en snickare att slutföra sina projekt. I vissa avsnitt får familjerna bara hjälp med delar av huset medan de i andra får hjälp med hela huset. Programmet vann Kristallen 2010 i kategorin "Årets livsstilsprogram". Totalt har tio säsonger av serien sänts. I det sista avsnittet i säsong 4, 9 och 10 besökte Öfvergård flera av familjerna han tidigare hjälpt. Kopparmora på Värmdö blev det sista stället och familjen Jenny och Thomas Gustavsson-Karlsson den sista familjen som Öfvergård besökte i säsong 10. Programmet visades den 23 november 2016.
Snickaren börjar med att besöka familjen och huset eller lägenheten och att beskriva familjesituationen, för att se vad som har gått snett och hur de kan fixa till det. När han sedan berättar för familjen att han ställer upp och hjälper dem att bygga klart ger han krav till familjen: de måste lägga huset eller lägenheten i hans händer och familjen ska vara med och bygga.
Arga snickaren lämnar sedan familjen, men när han kommer tillbaka igen har han med sig en stab av snickare, målare, rörmokare, elektriker, VVS-are samt en inredare som hjälps åt att renovera bostaden. Allt ska dock inte att bli färdigt under de tre intensiva byggdagarna. Snickaren ger familjen en uppgift. De måste ta fram en plan på hur de återstående arbetena ska genomföras under kommande år.
I mars 2015 slutade Anders Öfvergård och Per "Pirre" Starrin tog över programmet. Titeln ändrades samtidigt till Nya Arga snickaren. Öfvergård gick istället över till programmet Arga snickaren VIP. I mars 2017 togs programmet över av Adam Alsing, som ledde programmet i två säsonger, då med den nya titeln Arga snickaren med Adam Alsing.

## Avsnitt av Arga snickaren (2009-2014)

### Säsong 1
- Avsnitt 1: Anna och Svempa får sovrum efter åtta år i ett 1970-talshus. (Anna och Svempa i Stavsnäs)
- Avsnitt 2: Familjen duschar i en klädkammare med mögel, fast badrummet i källaren har stått färdigt i tre år. (Janne och Lorina i Åkersberga)
- Avsnitt 3: Kärleken sätts på prov i byggdammet. Snickaren Kimmo har byggt på en tillbyggnad i två år. (Maria och Kimmo i Tumba)
- Avsnitt 4: Anna är trött på att inte ha en tvättstuga eller ett sovrum. Montören Benny har svårt att släppa taget. (Benny och Anna i Rimbo)
- Avsnitt 5: Drömhuset från 1909 ger Sofia och Nicklas med ett nyfött barn ångest. (Sofia och Nicklas i Sundbyberg)
- Avsnitt 6: Victoria och Melker med två barn lever utan dusch och toa i ett litet hus. (Victoria och Melker i Rönninge)
- Avsnitt 7: Ska Pernilla och Thomas få sitt 150 år gamla drömhus på familjegården? (Pernilla och Thomas i Enköping)
- Avsnitt 8: Liz och Rikard renoverade för två och ett halvt år sedan. Sen dess har de inte gjort någonting under fyra år. (Liz och Rikard i Tyresö)
- Avsnitt 9: Anders hjälper till i den elektriska härva som ex-mannen lämnade efter sig. (Birgitta med två barn på Hölö)
- Avsnitt 10: Jani och Jennifer får ett kök och sovrum i ett utvidgat hus. (Jani och Jennifer i Ursvik)

### Säsong 2
- Avsnitt 1: Anders tampas med svamp och farlig el. (Kina och Lollo i Järfälla)
- Avsnitt 2: Åsa och Sverker har byggt sitt slottsliknande hus på 600 m² tio år och bor på 60 m². (Åsa och Sverker i Vikingshill)
- Avsnitt 3: Linda bor med två små barn i en gammal stuga utan verktyg. Taket läcker och det springer möss i sängarna. (Linda i Tortuna)
- Avsnitt 4: Eva och Lindas hus, som de köpte utan besiktning, har rotsvamp överallt. De bor i källaren med sitt lilla barn. (Eva och Linda i Nora)
- Avsnitt 5: Renovering som pågått i 24 år. Köket har inte haft golv på fyra år och alla elementen fattas. Anni har tröttnat på att bo i huset. (Anni och Janne i Hägersten)
- Avsnitt 6: Inte renoverat på 19 år och katterna har rivit på väggarna och kissat på golven. Maria och Martin och deras mamma kan inte byta sin 1980-tals hyresrätt. (Maria och Martin i Stockholm)
- Avsnitt 7: Conny och Lena har ingen ordning och tid över i en före detta sommarstuga med mycket röra på gården. (Conny och Lena i Brottby)
- Avsnitt 8: Kan Anders rädda Johans förhållande? Före detta kontor blir ett cool loft. (Johan i Stockholm)
- Avsnitt 9: Klarar stolta Fredrik att be om hjälp i sitt vilt utvidgade hus? (Jenni och Fredrik i Älta)
- Avsnitt 10: Maxo har tagit sig vatten över huvudet i ett 1930-tals hus med seriösa renoveringsfel. (Marie och Maxo i Stureby)

### Säsong 3
- Avsnitt 1: Björn och trillingar lever i huset på 150 m² som har renoverats i 9 år. Tillbyggnaden på 150 m² är ett halvfärdigt skal. Barnen har inga egna rum. (Björn i Vaxholm)
- Avsnitt 2: Maj och Robert och två barn bor i en enda stor röra på 40 m². (Maj och Robert i Södertälje)
- Avsnitt 3: Johan och Cecilia köpte en sommarstuga på sjötomt. De bor trångt med två barn och i sovrummen på vinden blir det 40 grader på sommaren. (Johan och Cecilia på Ekerö)
- Avsnitt 4: Petiga snickaren Robert och Pernilla har "nästan allt klart" i ett stort hus där en 1 mm är ett fel. (Robert och Pernilla på Kymmendö)
- Avsnitt 5: Ia i sin iskalla före detta sommarstuga med livsfarliga renoveringsfel får sig en rejäl bakläxa av Anders. (Ia i Björkkulla)
- Avsnitt 6: Rakel och Robert har tänkte att bygga på vinden i över 30 år. Byggfel har förorsakat att ventilationen inte har fungerat och taket har svartmögel. (Rakel och Robert i Haninge)
- Avsnitt 7: Karin och Conny köpte en riktig nitlott utan besiktning. De har slut på pengar och de kan inte flytta in. (Karin och Conny i Stigtomta)
- Avsnitt 8: Lena bor med mögel och trasiga tapeter i hyreslägenhet. (Lena i Hägersten)
- Avsnitt 9: Henrik och Linda kan inte samarbeta och prioritera. En gigantiskt herrgård på 480 m² har inte blivit färdig på två år. Anders räknar ut att det kommer ta 63 år innan hela huset är färdigt. (Henrik och Linda i Svanå i Skultuna)
- Avsnitt 10: Nadja trivs inte i sin trasiga hyreslägenhet. Hon skäms över att inte kunna göra något. (Nadja i Stockholm)
- Avsnitt 11: Anders tar sig an ett bråkande par med två barn som har renoverat en trevåningslägenhet i 7 år. (Nenad och Mathilda i Västerås)

### Säsong 4
- Avsnitt 1: Sjukdom sätter hinder för bygge som har pågått i 10 år. Paret har inte delat sovrum i 3 år. (Jeanette och Henrik i Åkersberga)
- Avsnitt 2: Anders tar sig an flera olika problem i en stor lägenhet i Östermalm. Kan Clarisse med två barn flytta in? (Clarisse och Eli i Stockholm)
- Avsnitt 3: Jenny och Johan bor i mögelskadat hus. Livsfarligt el och ofärdiga projekt överallt, renoveringen stoppad efter fem år. (Jenny och Johan i Vallentuna)
- Avsnitt 4: Janina och Fredrik köpte grisen i säcken på grund av bilder. Halvrenoverat hus med underbara vyer har många problem. (Janina och Fredrik på Hemnet)
- Avsnitt 5: Juliet och Noel och fyra barn har bott under en presenning i fyra år. Taket har byggts fel och kan rasa in. (Juliet och Noel i Söderbykarl)
- Avsnitt 6: Jenny och Peters situation blir outhärdlig med ett enormt halvfärdigt hus på en hästgård. (Jenny och Peter i Skultuna)
- Avsnitt 7: Spelberoende satte stopp för renovering för två år sedan. Rose-Marie och Anders bor med två barn i ett 1970-talshus. (Rose-Marie och Anders på Ingarö)
- Avsnitt 8: Grabben i graven bredvid - "Vi möttes på kyrkogården". Linda och Peter har båda förlorat sina respektive och bor ihop med fem barn. Peter har haft mycket otur med många hantverkare. (Linda och Peter i Sandviken)
- Avsnitt 9: Patrik har levt i över 1 år utan kök. Kärnfysikern kan inte bjuda kompisar eller dejt till en garageliknande före detta sommarvilla. (Patrik i Östhammar)
- Avsnitt 10: Okunnighet och skam hotar det unga parets förhållande och barnens hälsa. Behöver avloppsrören grävas upp? (Angelica och Marcus i Älvsjö)
- Avsnitt 11: Linus och Lina och den nyfödda har varken vatten, kök, dusch eller toa, men reptilerna har det bra. Linus vägrar att ta emot hjälp av någon han inte känner. (Linus och Lina i Tungelsta)
- Avsnitt 12: Kenneth bor i radhus i ett kaos med sex barn. Fyra barn behöver få sina egna rum på vinden. (Kenneth i Norberg)
- Avsnitt 13: Anders och Pontus följer upp. (Kina & Lollo, Conny & Lena, Åsa & Sverker, Maj & Robert)

### Säsong 5
- Avsnitt 1: Calles familj har fastnat i en ond cirkel. ADD gör livet till ett helvete och det upprivna lilla radhuset har aldrig blivit färdigt. (Calle och Victoria i Stockholm)
- Avsnitt 2: Gona är fast i sitt eget hus med två barn mitt i skogen utan bil, varmvatten, toa, dusch och sovrum. (Gona och Henrik i Västerås)
- Avsnitt 3: Ett ungt par med ett nyfött barn har tagit sig vatten över huvudet. (Irina och Jonas i Sandviken)
- Avsnitt 4: Anne och Leif har blivit ofrivilliga särbos i 12 år i 1700-tals soldattorp. Det ofärdiga utbygget ger Leif outhärdlig ångest. (Anne och Leif i Julita socken)
- Avsnitt 5: Nilla och Peter lever i ett mögelhus. Paret lever som tonåringar, kastar inte bort någonting och har under 12 år inte haft lust att renovera färdigt. (Nilla och Peter i Järlåsa)
- Avsnitt 6: Karolina ljuger om sin hopplösa situation och får hjälp med sin lägenhet. Karolina har planerat att ge bostaden till sin mamma, eftersom hon själv redan har en lägenhet. (Karolina i Säter Äng Skövde)
- Avsnitt 7: Renoveringen orsakade separation och skilsmässa. Köket har inget vatten, och taket läcker. (Anniqa och Mattiaz i Västerås)
- Avsnitt 8: Renovering stoppar samboförhållandet. Barnrum kan vara färdiga först efter 7 år. (Calle och Maria i Lilla Åby i Västerås)
- Avsnitt 9: Paret prioriterar fel saker. Huset står i vatten - då börjar man istället bygga en övervåning. Barnen har fått nog. (Gino och Åsa på Ingarö)
- Avsnitt 10: Klarar Pappa Niklas att ta emot hjälp? Renoveringen på en gammal minigård har pågått i 15 år. (Anna och Niklas och tre barn i Vallentuna)
- Avsnitt 11: 2-barnsmamman Therese köpte ett radhus där ingenting hade gjorts sen 1974. Det luktar illa i huset och ex-mannen vill inte att barnen ska bo med sin mamma. (Therese i Haninge)

### Säsong 6 (2011)
| Avsnitt | Säsongs- avsnitt | Titel                                      | Renoverar hos                     | Originalvisning | Tittarsiffror |
| --- | ---------------- | ------------------------------------------ | --------------------------------- | --------------- | ------------- |
| 57 | 1                | "Anders hjälper två bråkande bröder"       | Joakim, Patrik & Linda i Bjuv     | 5 OKT 2011      |               |
| Bröderna Joakim och Patrik samt Patriks flickvän Linda och deras två barn bor i ett hus som verkar bortom räddning. Patrik lider av samlarmani och det är så fullt i huset att ventilationen inte fungerar. Det finns svartmögel i huset. Trädgården är full av farligt avfall. Det finns varken badrum eller tvättstuga. Ingen har gjort något underhållningsarbete på åtta år.                                                                                        |                  |                                            |                                   |                 |               |
| 58 | 2                | "Linda och Dennis får ett eget sovrum"     | Linda och Dennis i Tungelsta      | 12 OKT 2011     |               |
| Linda och Dennis har bott i fyra år med fyra barn i en före detta sommarstuga. Linda flyttade för att kunna ha hästar men fick sälja dem för att ha råd att bygga ut. Snickaren Dennis sover i en möglig friggebod med tre av barnen. Linda och Dennis har inte delat sovrum på 1,5 år. |                  |                                            |                                   |                 |               |
| 59 | 3                | "Anders ger Per-Arne hantverkstips"        | Per-Arne i Gävle                  | 19 OKT 2011     |               |
| Per-Arne sover på nedervåningen i det ärvda barndomshemmet efter att en råtta kröp över honom i sängen på övervåningen. När döttrarna sover över hos honom sover de i samma soffa. Per-Arne har inga pengar och har i fem år försökt göra arbete själv, men han är fullständigt oduglig som hantverkare, allt blir fel. Det finns inget fungerande kök, badrum eller sovrum.                                                                                            |                  |                                            |                                   |                 |               |
| 60 | 4                | "Kan Johan verkligen lita på Anders?"      | Johan och Joyce i Tallkrogen      | 26 OKT 2011     |               |
| Johan och Joyce har sonen Linus på 3 år. De köpte huset för sex år sedan och började totalrenovera. Perfektionisten Johan misstror hantverkare och lägger sig i tills de tröttnar. Anders tvingas ta i ordentligt. I huset finns det varken färdigt kök, badrum eller sovrum. Bakom huset finns en jättelik grop i berget, som ska vara en tvättstuga. |                  |                                            |                                   |                 |               |
| 61 | 5                | "Jon och Helena lever utan varmvatten"     | Jon och Helena i Tomelilla        | 2 NOV 2011      |               |
| Helena, Jon och Elsie på 2 år har bott i ett gammalt släkthus i tre år utan varmvatten i köket. I ett rum har de jordgolv. Det är kallare än i kylskåpet, fuktigt och fönstren ruttnar. Jon renoverade badrummet men vattnet rinner åt fel håll, han isolerade väggar men på fel sätt. De försökte putsa ytterväggarna men putsen ramlade ner. Pengarna är slut och de vet inte vad de ska göra. För Anders är det här det svåraste objektet som han någonsin har sett. |                  |                                            |                                   |                 |               |
| 62 | 6                | "Carina och Katarina börjar bli desperata" | Kattis och Carina i Tungelsta     | 9 NOV 2011      |               |
| Carina och Katarina med två barn är i desperat behov av Anders. När Carina köpte huset för över tio år sedan var det bara på 55 m². Dessvärre gjorde Carina tillbyggnaden i rask takt på fel sätt, och nu vägrar Katarina att engagera sig. |                  |                                            |                                   |                 |               |
| 63 | 7                | "Anders hjälper familj med flera problem"  | Marie och Björn i Sandviken       | 16 NOV 2011     |               |
| Marie med tre döttrar köpte huset för fem år sedan. Snickaren Björn flyttade in för fyra år sedan och började renovera. Paret delar inte sovrum och Marie sover på soffan trots ledproblem. Huset är iskallt, taket är inte färdigt och det finns inga dörrar till sovrummen, men ändå har de börjat bygga på ett torn. |                  |                                            |                                   |                 |               |
| 64 | 8                | "Johan och Åsa med barn bor på 12 m²"      | Åsa och Johan i Almunge           | 23 NOV 2011     |               |
| Åsa och Johan har sonen Viggo på 1,5 år och nyfödda sonen Milo. När Åsa var höggravid köpte de ett torp från 1700-talet utan besiktning. Stommen var skadad av skalbaggar. Dessvärre började Johan bygga ut och nu är pengarna och Johans rygg slut. Fyra personer bor i ett uthus på 12 m² utan kök och vatten. |                  |                                            |                                   |                 |               |
| 65 | 9                | "Klas och Carolina har renoverat i 6 år"   | Klas och Carolina i Älvsjö        | 30 NOV 2011     |               |
| Klas och Carolina bor med tre barn. Carolina mår uselt eftersom huset från 1930-talet aldrig blir klart och Klas lovar att han ska bygga, men har kört fast och mest bara köper nya verktyg som sedan blir liggande. Ändå har Klas stora visioner med tornet och planer om att bygga ut. |                  |                                            |                                   |                 |               |
| 66 | 10               | "Adde har svårt att slänga saker"          | Adde och Katarina i Olofstorp     | 7 DEC 2011      |               |
| Katarina och Adde har fyra barn från tidigare äktenskap. Adde är samlare och har svårt att slänga något och Katarina är trött på att hela familjen inte får plats. Barnen skäms över att det inte finns rum att bjuda in kompisar. Anders ser till att alla får varsitt rum, fixar huset och problemet med den svaga tv-signalen. Kan Kattis nu flytta in med sina barn?                                                                                                |                  |                                            |                                   |                 |               |
| 67 | 11               | "Christell och Stefan fick fly från mögel" | Christelle och Stefan i Vagnhärad | 14 DEC 2011     |               |
| Christel och Stefan har sammanlagt fem barn. Huset saknar innertak och fasad, har knappt innerväggar, golvet är av betong. Grannarna har anmält till soc att barnen bor på ett bygge. Pengarna är slut efter nio år och paret har inte ens råd att köpa panel till innertaket. |                  |                                            |                                   |                 |               |
| 68 | 12               | "Anna och Miklas förhållande är i fara"    | Anna och Miklas på Ingmarsö       | 21 DEC 2011     |               |
| Renoveringsbehovet har varit nära att krossa Anna och Miklas förhållande. Anna och Miklas, som har sex barn från tidigare förhållanden, bor i Annas släkthus och bråkar jämt. Tillsammans har de Emma, 3 år. Annas 16-årige son bor hos Annas syster, eftersom de inte har sovutrymme för alla barn. |                  |                                            |                                   |                 |               |

### Säsong 7
| Avsnitt | Säsongs- avsnitt | Titel                                   | Renoverar hos                     | Originalvisning | Tittarsiffror |
| ------- | ---------------- | --------------------------------------- | --------------------------------- | --------------- | ------------- |
| 69      | 1                | "Anders hjälper fruset par i Uppsala"   | Tika-Mika och Leif i Uppsala      | 4 april 2012    | 345 000       |
| 70      | 2                | "Byggkaos i lyxvilla på Björkö"         | Therese och Carl på Björkö        | 11 april 2012   | 378 000       |
| 71      | 3                | "Anders får Uppsala-par att ta nya tag" | Linda och Magnus i Uppsala        | 18 april 2012   | 505 000       |
| 72      | 4                | "Anders styr upp Mary-Annes byggkaos"   | Mary-Anne från Onsala             | 25 april 2012   | 458 000       |
| 73      | 5                | "Familj hotas av personlig konkurs"     | Kjell och Marie i Mariefred       | 2 maj 2012      | 428 000       |
| 74      | 6                | "Anders hjälper familj i Sandviken"     | Sara och Patrik i Sandviken       | 9 maj 2012      | 456 000       |
| 75      | 7                | "Morgan är nära ett nervsammanbrott"    | Maria och Morgan på Ingmarsö      | 16 maj 2012     | 353 000       |
| 76      | 8                | "Anders fixar ett fungerande hem"       | Livia och Christian i Boxholm     | 23 maj 2012     | 262 000       |
| 77      | 9                | "Glenn och Marias byggkonflikt"         | Glenn och Maria i Huddinge kommun | 30 maj 2012     | 463 000       |
| 78      | 10               | "Sanningen om Arga snickaren"           |                                   | 6 juni 2012     | 249 000       |

### Säsong 8 (2012)
| Avsnitt | Säsongs- avsnitt | Titel                                                  | Renoverar hos                  | Originalvisning  | Tittarsiffror |
| ------- | ---------------- | ------------------------------------------------------ | ------------------------------ | ---------------- | ------------- |
| 79      | 1                | "Allt är kaos i Villa villerkulla"                     | Sofie i Skogås                 | 14 november 2012 | 441 000       |
| 80      | 2                | "Familjen bor i mögliga baracker"                      | Elisabet och Magnus på Arholma | 21 november 2012 | 401 000       |
| 81      | 3                | "Huset brann ner"                                      | Maria och Johan i Fjärdhundra  | 28 november 2012 | 339 000       |
| 82      | 4                | "Linda och Jonas hus sjunker"                          | Linda och Jonas i Örby         | 5 december 2012  | 416 000       |
| 83      | 5                | "Ångest av sitt ofärdiga hus - en fullkomlig morsgris" | Johan i Almunge                | 12 december 2012 | 346 000       |
| 84      | 6                | "Mycket står på spel för Max"                          | Felix, Max och Lena i Haninge  | 19 december 2012 | 394 000       |

### Säsong 9 (2013)
| Avsnitt | Säsongs- avsnitt | Titel                             | Renoverar hos                                | Originalvisning | Tittarsiffror |
| ------- | ---------------- | --------------------------------- | -------------------------------------------- | --------------- | ------------- |
| 85      | 1                | "Kaos i handelsträdgården"        | Sandra och Ulf i Åsbro                       | 27 mars 2013    | 379 000       |
| 86      | 2                | "Ingela och Ove"                  | Ingela och Ove i Åkersberga                  | 10 april 2013   | 335 000       |
| 87      | 3                | "Idyllen i Kivik blev för mycket" | Rebecka och Tara i Kivik                     | 17 april 2013   | 445 000       |
| 88      | 4                | "Huset är fallfärdigt"            | Annika, Tina, Johan och Mathias i Bergshamra | 24 april 2013   | 439 000       |
| 89      | 5                | "Rädd att sonen far illa"         | Emma och Sonny i Fotskäl                     | 1 maj 2013      | 411 000       |
| 90      | 6                | "Toaletten i vardagsrummet"       | Mats och Petra på Ingarö                     | 8 maj 2013      | 402 000       |
| 91      | 7                | "Byggfirman skapade kaos"         | Karin och Christian i Stockholm              | 15 maj 2013     | 379 000       |
| 92      | 8                | "Huset går snart inte att rädda"  | Pia och Jimmy i Saltsjö-Boo                  | 22 maj 2013     | 411 000       |
| 93      | 9                | "Ryggproblem stoppade renovering" | Kim och Björn i Huddinge                     | 29 maj 2013     | 458 000       |
| 94      | 10               | "Båda sjuka och pengarna slut"    | Louise och Per i Kinna                       | 5 juni 2013     | 273 000       |
| 95      | 11               | "Hur gick det sedan"              | Återbesöksprogram                            | 12 juni 2013    | 281 000       |

### Säsong 10 (2013-2014)
| Avsnitt | Säsongs- avsnitt | Titel                                    | Renoverar hos | Originalvisning  | Tittarsiffror |
| ------- | ---------------- | ---------------------------------------- | --- | ---------------- | ------------- |
| 96      | 1                | "Tio år utan att bli klar"               | Nicklas i Sigtuna | 2 oktober 2013   | 431 000       |
| 97      | 2                | "Paret grälar och bygget står still"     | Peter och Camilla i Åre                                                                                               | 9 oktober 2013   | 386 000       |
| 98      | 3                | "Tappat all lust, ork och energi"        | Annika i Älvsjö | 16 oktober 2013  | 387 000       |
| 99      | 4                | "En gammal lada i Ålberga"               | Vijaya och Michael i Åkersberga                                                                                       | 23 oktober 2013  | 429 000       |
| 100     | 5                | "Försöker bygga klart efter pappans död" | Gustaf på Svartsö | 30 oktober 2013  | 422 000       |
| 101     | 6                | "Huset måste saneras"                    | Jens och Jessica på Ekerö                                                                                             | 6 november 2013  | 489 000       |
| 102     | 7                | "Mamma och döttrar får hjälp"            | Anneli, Sandra och Jennifer i Huddinge                                                                                | 13 november 2013 | 506 000       |
| 103     | 8                | "Orken tog slut"                         | Andres och Birgitta på Tyresö                                                                                         | 20 november 2013 | 411 000       |
| 104     | 9                | "Fyra månader blev sju år"               | Anna och Christian i Lidköping                                                                                        | 27 november 2013 | 411 000       |
| 105     | 10               | "Bygget har helt avstannat"              | Patrik och sönerna Henrik och Filip i Farsta                                                                          | 4 december 2013  | 427 000       |
| 106     | 11               | "Vad hände sen"                          | Uppföljningsprogram (Camilla & Peter, Anna & Christian, Annika Mathilda, Nicklas, Anneli & Sandra & Jennifer, Gustaf) | 11 december 2013 | 408 000       |
| 107     | 12               | "Arga snickaren special"                 | Pontus i Stockholm | 9 januari 2014   | 230 000       |

### Säsong 11 (2014)
| Avsnitt | Säsongs- avsnitt | Titel                          | Renoverar hos                    | Originalvisning | Tittarsiffror |
| ------- | ---------------- | ------------------------------ | -------------------------------- | --------------- | ------------- |
| 108     | 1                | "Utan tvättstuga i Eskilstuna" | Madeleine och Micke i Eskilstuna | 2 april 2014    | 324 000       |
| 109     | 2                | "Stora renoveringsbehov"       | Jarkko och Phatcharin i Almunge  | 9 april 2014    | 345 000       |
| 110     | 3                | "Renovering med läcka"         | Robbin och Gabriella i Rönninge  | 16 april 2014   | 379 000       |
| 111     | 4                | "Carina i Vallentuna"          | Carina i Vallentuna              | 23 april 2014   | 301 000       |
| 112     | 5                | "Övermäktigt projekt"          | Helena i Sorunda                 | 7 maj 2014      | 324 000       |
| 113     | 6                | "Carola och Magnus"            | Carola och Magnus i Valbo        | 14 maj 2014     | 406 000       |
| 114     | 7                | "Tina och Robert"              | Tina och Robert på Gålö          | 21 maj 2014     | 289 000       |
| 115     | 8                | "Jenny och Jörgen"             | Jenny och Jörgen i Hallstavik    | 28 maj 2014     | 347 000       |

### Säsong 12 (2014)
| Avsnitt | Säsongs- avsnitt | Titel                                 | Renoverar hos                                     | Originalvisning  | Tittarsiffror |
| ------- | ---------------- | ------------------------------------- | ------------------------------------------------- | ---------------- | ------------- |
| 116     | 1                | "Pengar och ork är slut"              | Caroline och Tomas i Stubbsand, Örnsköldsvik      | 15 oktober 2014  | 345 000       |
| 117     | 2                | "Ett inferno av ofärdiga projekt"     | Sofie och Andreas i Österhaninge                  | 22 oktober 2014  | 279 000       |
| 118     | 3                | "Hjälp i nöden"                       | Angelica och Patrik i Norrtälje                   | 29 oktober 2014  | 364 000       |
| 119     | 4                | "Kunde inte slutföra någonting"       | Johanna och tre barn i Vallentuna                 | 5 november 2014  | 344 000       |
| 120     | 5                | "Veronica och Jimmy"                  | Veronica och Jimmy i Rönninge                     | 12 november 2014 | 323 000       |
| 121     | 6                | "Ett solklart fall för Anders"        | Lisa och Roy i Huddinge                           | 19 november 2014 | 281 000       |
| 122     | 7                | "Hästarna har det bättre än familjen" | Therese med barnen Max och Olivia i Västerhaninge | 26 november 2014 | 312 000       |
| 123     | 8                | "Familjen bor i ett skal"             | Lars med sina tre barn i Olofstorp                | 3 december 2014  | 333 000       |

## Avsnitt av Arga snickaren VIP (2015- )
I Arga Snickaren VIP fokuserar Anders på att hjälpa svenska kändisar.

### Säsong 1 (2015)
| Avsnitt | Säsongs- avsnitt | Titel | Renoverar hos               | Originalvisning  | Tittarsiffror |
| ------- | ---------------- | ----- | --------------------------- | ---------------- | ------------- |
| 1       | 1                |       | Pernilla Wahlgren           | 21 januari 2015  | 629 000       |
| 2       | 2                |       | Marko "Markoolio" Lehtosalo | 28 januari 2015  | 410 000       |
| 3       | 3                |       | Börje Salming               | 4 februari 2015  | 600 000       |
| 4       | 4                |       | Johan Petersson från Partaj | 11 februari 2015 | 561 000       |
| 5       | 5                |       | Nour El Refai               | 18 februari 2015 | 380 000       |

### Säsong 2 (2015)
| Avsnitt | Säsongs- avsnitt | Titel | Renoverar hos                   | Originalvisning   | Tittarsiffror |
| ------- | ---------------- | ----- | ------------------------------- | ----------------- | ------------- |
| 6       | 1                |       | Isabel Adrian och Steve Angello | 3 september 2015  | 286 000       |
| 7       | 2                |       | Martin "E-type" Eriksson        | 10 september 2015 | 347 000       |
| 8       | 3                |       | Frank Andersson                 | 17 september 2015 | 290 000       |
| 9       | 4                |       | Henrik Schyffert                | 24 september 2015 | 266 000       |
| 10      | 5                |       | Gudrun Schyman                  | 1 oktober 2015    | 309 000       |

### Säsong 3 (2016)
| Avsnitt | Säsongs- avsnitt | Titel | Renoverar hos                 | Originalvisning  | Tittarsiffror |
| ------- | ---------------- | ----- | ----------------------------- | ---------------- | ------------- |
| 11      | 1                |       | Kikki Danielsson              | 27 januari 2016  | 459 000       |
| 12      | 2                |       | Kalle Moraeus                 | 3 februari 2016  | 286 000       |
| 13      | 3                |       | Anna Book                     | 10 februari 2016 | 390 000       |
| 14      | 4                |       | Anders Bagge                  | 17 februari 2016 | 551 000       |
| 15      | 5                |       | Björn Ranelid                 | 24 februari 2016 | 469 000       |
| 16      | 6                |       | Tommy Nilsson                 | 16 mars 2016     | 381 000       |
| 17      | 7                |       | Jessica Andersson             | 23 mars 2016     | 376 000       |
| 18      | 8                |       | Peter Stormare                | 30 mars 2016     | 378 000       |
| 19      | 9                |       | Björn Ferry & Heidi Andersson | 6 april 2016     | 343 000       |
| 20      | 10               |       | Bert Karlsson                 | 13 april 2016    | 427 000       |

## Avsnitt av Nya Arga snickaren (2015-)
Nya Arga snickaren handlar om familjer som gått in i renoveringsväggen.

### Säsong 1 (2015)
| Avsnitt | Säsongs- avsnitt | Titel                              | Renoverar hos                                                 | Originalvisning | Tittarsiffror |
| ------- | ---------------- | ---------------------------------- | ------------------------------------------------------------- | --------------- | ------------- |
| 1       | 1                | "Pirre och Mackan presenterar sig" | Nils (33 år) och Baiba (35 år) i Smedstorp                    | 4 mars 2015     | 419 000       |
| 2       | 2                | "Saknar både dusch och avlopp"     | Peter med sonen Loke i Åkersberga                             | 11 mars 2015    | 368 000       |
| 3       | 3                | "Orken tog slut"                   | Helena (28 år) och Carl (29 år) på Muskö                      | 18 mars 2015    | 289 000       |
| 4       | 4                | "Renoveringsobjekt på Saltarö"     | Eva (55 år) på Värmdö                                         | 25 mars 2015    | 325 000       |
| 5       | 5                | "Lena och Mark"                    | Lena och Mark med tre barn utanför Stockholm                  | 1 april 2015    | 254 000       |
| 6       | 6                | "Bygget kom av sig"                | Pernilla (45 år) och Peter (48 år) med två barn i Åkersberga  | 8 april 2015    | 336 000       |
| 7       | 7                | "20 år senare"                     | Helen (51 år) och Leif-Åke (50 år) på Torö                    | 15 april 2015   | 381 000       |
| 8       | 8                | "Miriam och Sten"                  | Miriam och Sten med barn vid Tyresö                           | 22 april 2015   | 323 000       |
| 9       | 9                | "Drömmen om landet"                | Christina (31 år) och Thomas (36 år) på Torö                  | 29 april 2015   | 280 000       |
| 10      | 10               | "Huset är ett enda kaos"           | Fredrik (31 år) och Nathalie (24 år)                          | 6 maj 2015      | 361 000       |
| 11      | 11               | "Anne-Lie och Bengt"               | Anne-Lie och Bengt i Nynäshamn                                | 13 maj 2015     | 376 000       |
| 12      | 12               | "Äktenskapet är i kris"            | Camilla (45 år) och Henrik (42 år) i Fellingsbro              | 20 maj 2015     | 347 000       |
| 13      | 13               | "Renoveringen kom av oss"          | Carl Meuller (31 år) och sonen Alfred (4 år) i Upplands Väsby | 27 maj 2015     | 294 000       |

### Säsong 2 (2015-2016)
| Avsnitt | Säsongs- avsnitt | Titel                          | Renoverar hos                                 | Originalvisning  | Tittarsiffror |
| ------- | ---------------- | ------------------------------ | --------------------------------------------- | ---------------- | ------------- |
| 14      | 1                | "Anneli och Åke"               | Anneli och Åke i Jakobsberg                   | 21 oktober 2015  | 237 000       |
| 15      | 2                | "Ayman och Isabella"           | Ayman och Isabella i Älvsjö                   | 28 oktober 2015  | 205 000       |
| 16      | 3                | "Fanny och Marcus"             | Fanny och Marcus i Falkenberg                 | 4 november 2015  | 267 000       |
| 17      | 4                | "Ork och pengar är slut"       | Susanne utanför Karlskoga                     | 11 november 2015 | 257 000       |
| 18      | 5                | "Drömhus i Limhamn"            | Malcus och Jennie i Limhamn                   | 18 november 2015 | 213 000       |
| 19      | 6                | "Drömmen blev mardröm"         | Ida utanför Sundsvall                         | 25 november 2015 | 198 000       |
| 20      | 7                | "Fatime och Arben"             | Fatime (34 år) och Arben (36 år) i Falkenberg | 22 juni 2016     | 143 000       |
| 21      | 8                | "Totalt kaos"                  | Lina (38 år) i Norra Sorunda                  | 29 juni 2016     | 212 000       |
| 22      | 9                | "Renoveringsobjekt i Skutskär" | Helena (36 år) och Robert (46 år) i Skutskär  | 6 juli 2016      | 211 000       |
| 23      | 10               | "Huset som var i dåligt skick" | Jorge (54 år) och Malin (32 år) i Oskarshamn  | 13 juli 2016     | 159 000       |